# Консервная банка

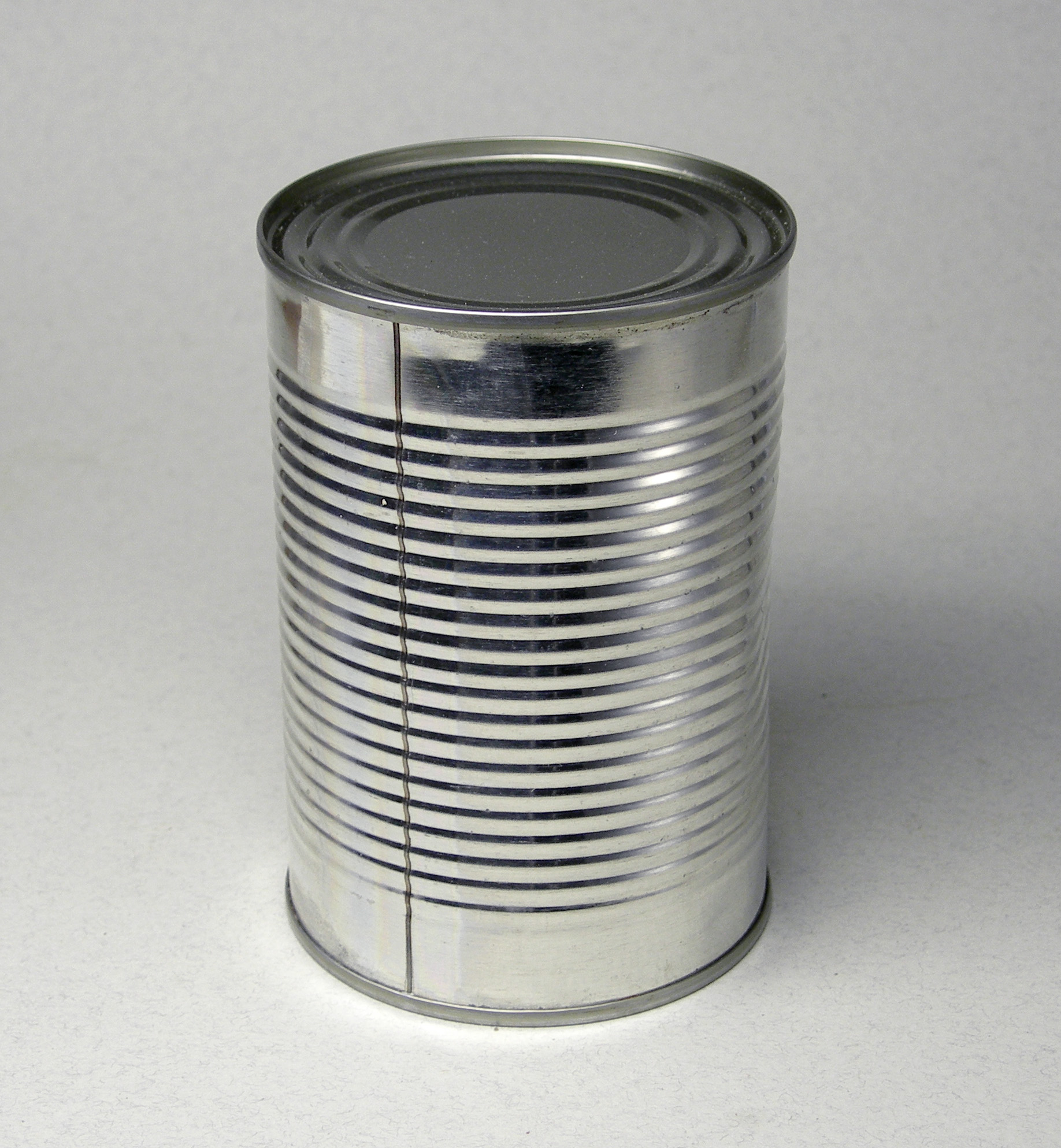
Консервная банка из белой жести

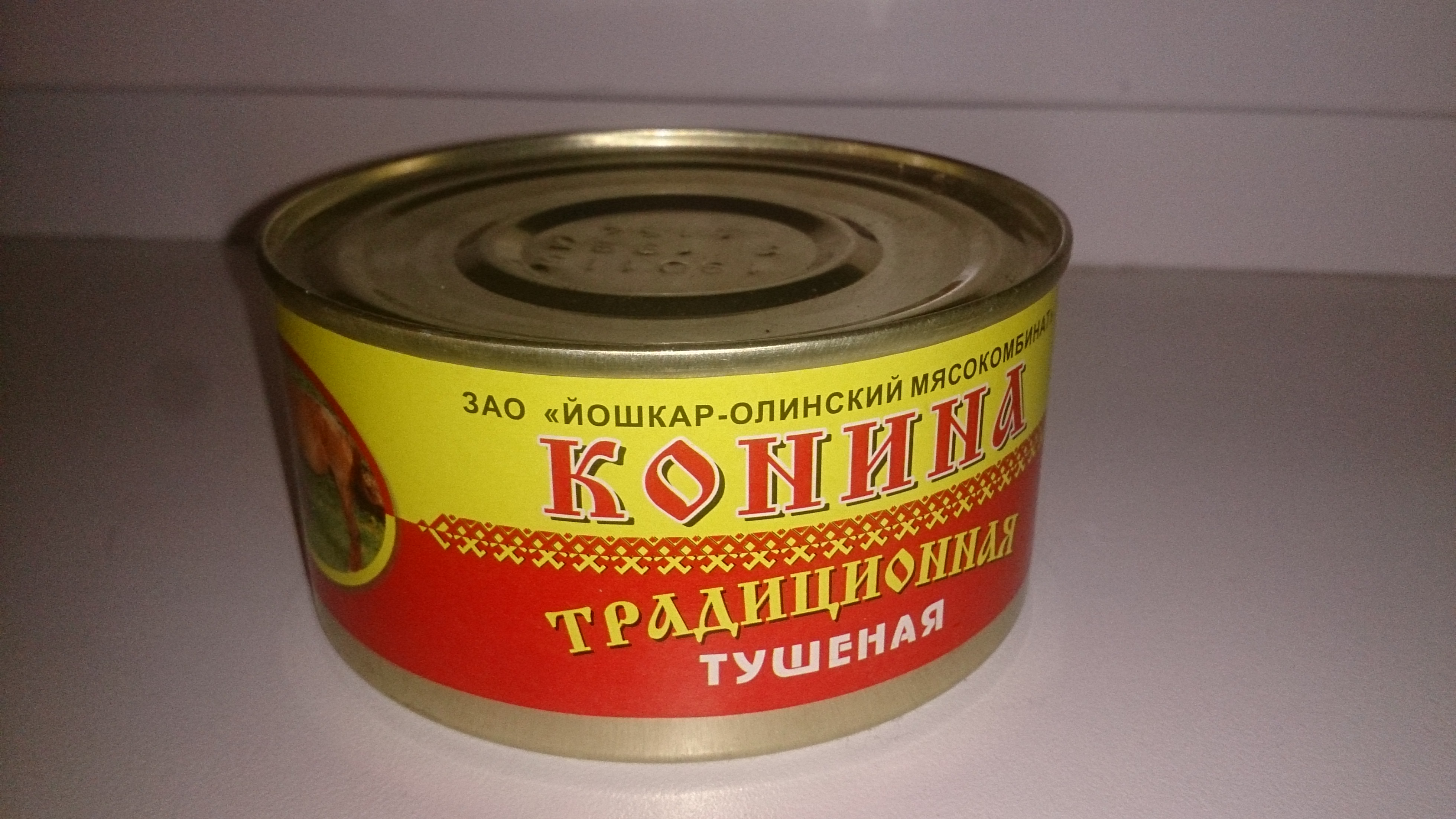
Консервная банка из алюминия, внешний отличительный признак — штампованное и цельное с боковыми стенками дно и отсутствие шва боковой стенки

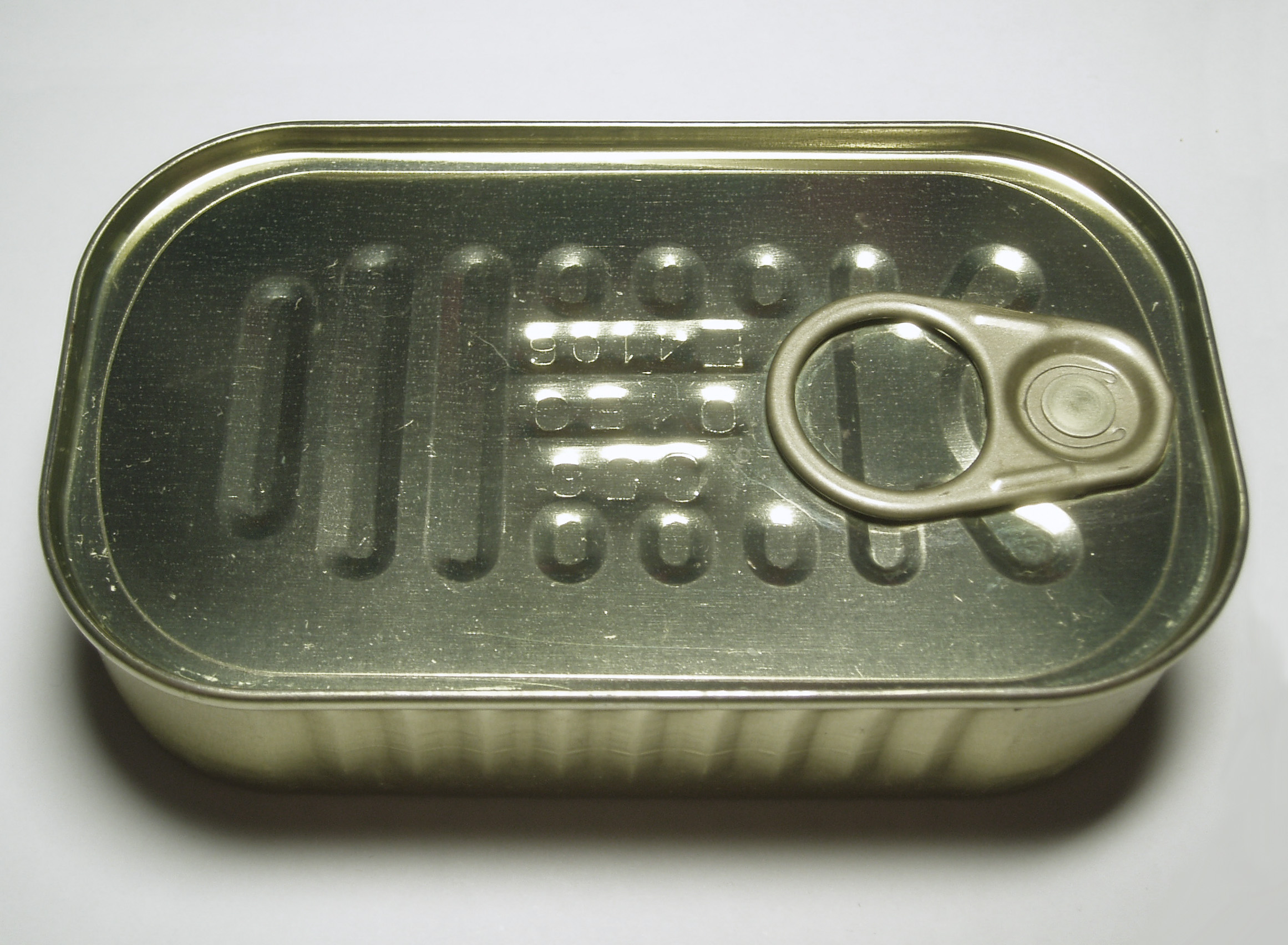
Алюминиевая консервная банка плоской прямоугольной формы с ключом для открытия крышки

Консервная банка — герметичный контейнер для долгосрочного хранения пищевых продуктов в герметичной среде (консервов), выполненный из тонкой лужёной стали (консервной жести) или алюминия. Основное отличие от другой тары для хранения продуктов — невозможность обратной герметизации после вскрытия, так как вскрытие банки подразумевает разрезание металла контейнера. В консервных банках может храниться абсолютно различное содержимое, но чаще всего это консервированные продукты.
Иногда встречаются консервные банки, выполненные из других металлов.
Долгосрочное хранение продуктов в консервных банках обеспечивается при соблюдении надлежащих условий хранения.

## История

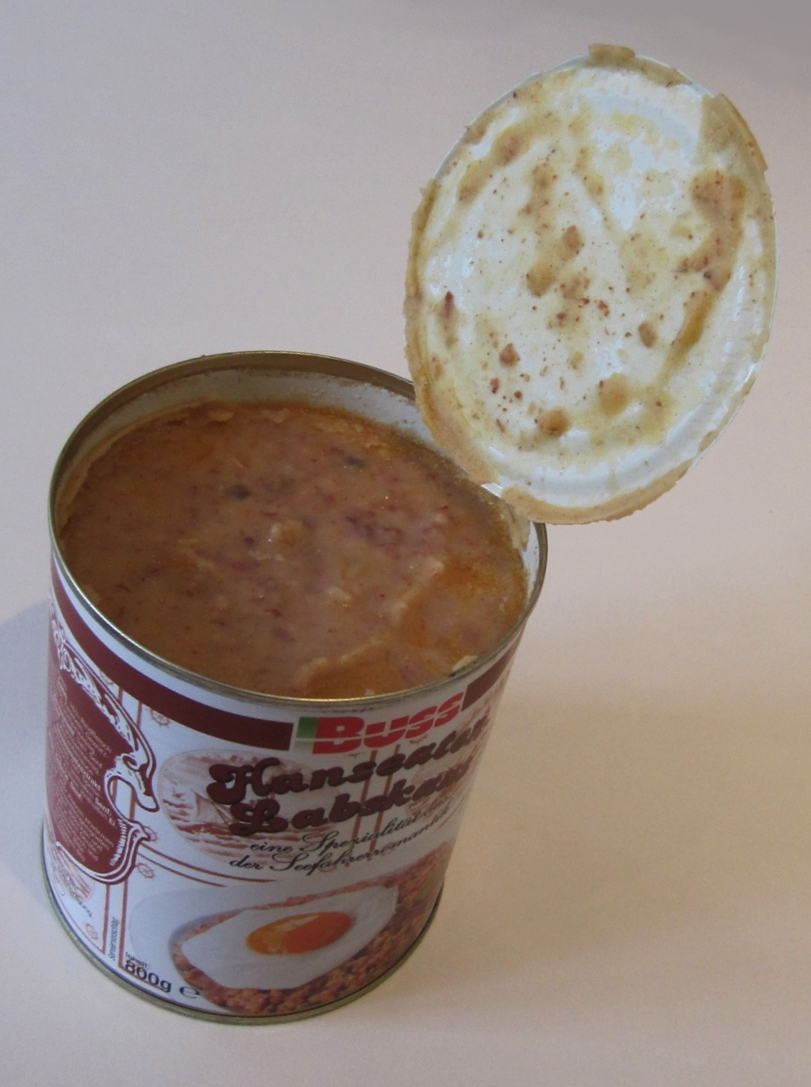
Консервная банка покрытая изнутри вместо лака тонким слоем полимера

Консервная банка была запатентована в 1810 году английским изобретателем Питером Дюраном, который использовал в своём изобретении открытия француза Николя Аппера. Сам он не производил консервные банки и в 1812 году за 1000 фунтов стерлингов продал патент двум другим англичанам — Брайану Донкину и Джону Холлу, которые в 1813 году построили консервную фабрику в лондонском районе Бермондси, наладили коммерческое производство консервных банок и начали поставки консервированных продуктов для Британской армии и флота.
Первые консервные банки были мало похожи на современные, поскольку изготавливались из белой жести, выполненной из выкованного вручную железного листа, покрытого оловом толщиной около 0,1 мм. Их корпуса весили около полукилограмма и изготавливались из прямоугольных листов металла и спаивались вручную на внутренней стороне банки. Дно банки также припаивалось к корпусу. Крышка припаивалась к банке только после того, как в банку закладывалась твердая пища (например, мясо). Если же в банке должно было быть жидкое содержимое, то банка спаивалась полностью за исключением небольшого отверстия на крышке банки, через которое заливалась жидкость, после чего отверстие также запаивалось.
Первые банки были достаточно дорогими, так как умелый ремесленник мог изготовить только 5 или 6 банок в час.
Ранее при производстве консервных банок применялся свинец, который содержался в припое швов, что приводило к медленному отравлению этим металлом. Известно, что арктическая экспедиция Джона Франклина (1845—1847) употребляла в пищу консервы именно в таких банках. В результате трёхлетнего потребления консервов у многих членов экипажа появились признаки отравления свинцом. Кроме того, зимой 1872—1873 годов на Шпицбергене умерло 17 вынужденно зимовавших там охотников на тюленей (так называемая «трагедия в Шведском доме»); исследования их останков, проведённые в 2008 году, показали, что с высокой вероятностью их погубило отравление свинцом, содержавшимся в консервных банках с пищей.
Успехи металлургии во второй половине XIX века, начавшиеся с изобретений Генри Бессемера, способствовали получению низкоуглеродистой стали и оказали большую услугу производителям банок. Из этой стали начали вырабатывать более тонкую жесть, которая дала большую точность размеров изготавливаемых банок, а также облегчила работу жестянщиков и механизировала их труд. Вскрытие банок также стало проще.
Однако использование более тонкой жести при производстве банок привело к неожиданной проблеме. В связи с высоким давлением внутри банки при термообработке консервируемых продуктов донья и крышки («концы» по профессиональной терминологии) банок стали раздуваться. Проблему помогло решить нанесение концентрических рельефных окружностей, которые возвращали концам банки первоначальное положение после остывания банки. Эти окружности находятся и на концах современных консервных банок.
Применение тонкой жести позволило отказаться от сварки при закреплении доньев и крышек. В конце 1880-х годов был придуман шов для крепления концов, названный «двойным закаточным швом», и появилось оборудование для закатывания банок таким швом. Двойной закаточный шов используется и в настоящее время.
С середины 1890-х края шва на стенках банки стали заделывать в замок. От пайки шва отказаться при этом не удалось, но возможность попадания припоя внутрь банок при этом свелась к минимуму. Припой на такой банке наносился на наружную поверхность, а концы фиксировались механическим двойным швом. Такая банка стала называться «санитарная», чтобы подчеркнуть её безопасность для здоровья.
В это же время в Англии появляется первая, полностью автоматизированная система по производству банок из жести, которая изготавливала до 6000 банок в час, а также машины для механического лужения, что позволило уменьшить зависимость от ручного труда и удешевить производство банок, что способствовало увеличению их производства в мире.
К тридцатым годам XX века консервная банка практически приобрела современный нам вид.

## Вскрытие консервных банок

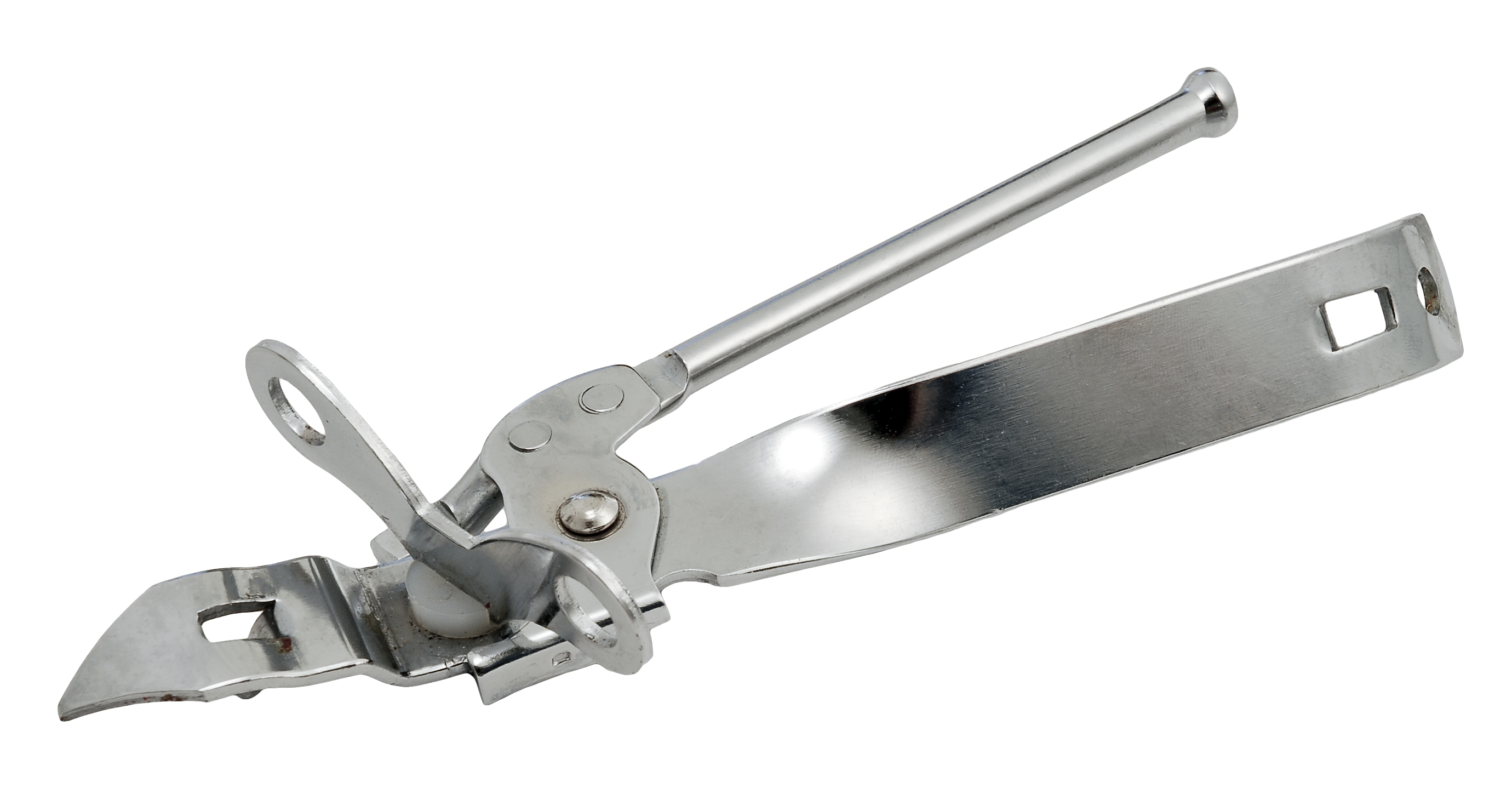
Консервный нож

Первые консервные банки были тяжеловесными контейнерами, для вскрытия которых требовалась немалая физическая сила, и использовались ножи, долота и другие подобные инструменты. Процесс вскрытия консервных банок упростило изобретение во второй половине 1850-х годов консервных ножей разных конструкций.
Сейчас для открытия чаще используют консервный нож, но в случае его отсутствия или отсутствия обычного ножа (например при выезде на природу), консервная банка может быть вскрыта подручными средствами. Если банка содержит жидкость, желательно её деформировать до появления хотя бы маленького отверстия: тогда давление внутри и снаружи уравняется, и жидкость не ударит фонтаном.
Некоторые банки оснащены собственным ключом для вскрытия. Наиболее распространён собственный ключ в виде колечка на верхнем торце (крышке) банки — потянув определённым образом за это кольцо, отрывают от банки крышку (которую делают надрезанной).

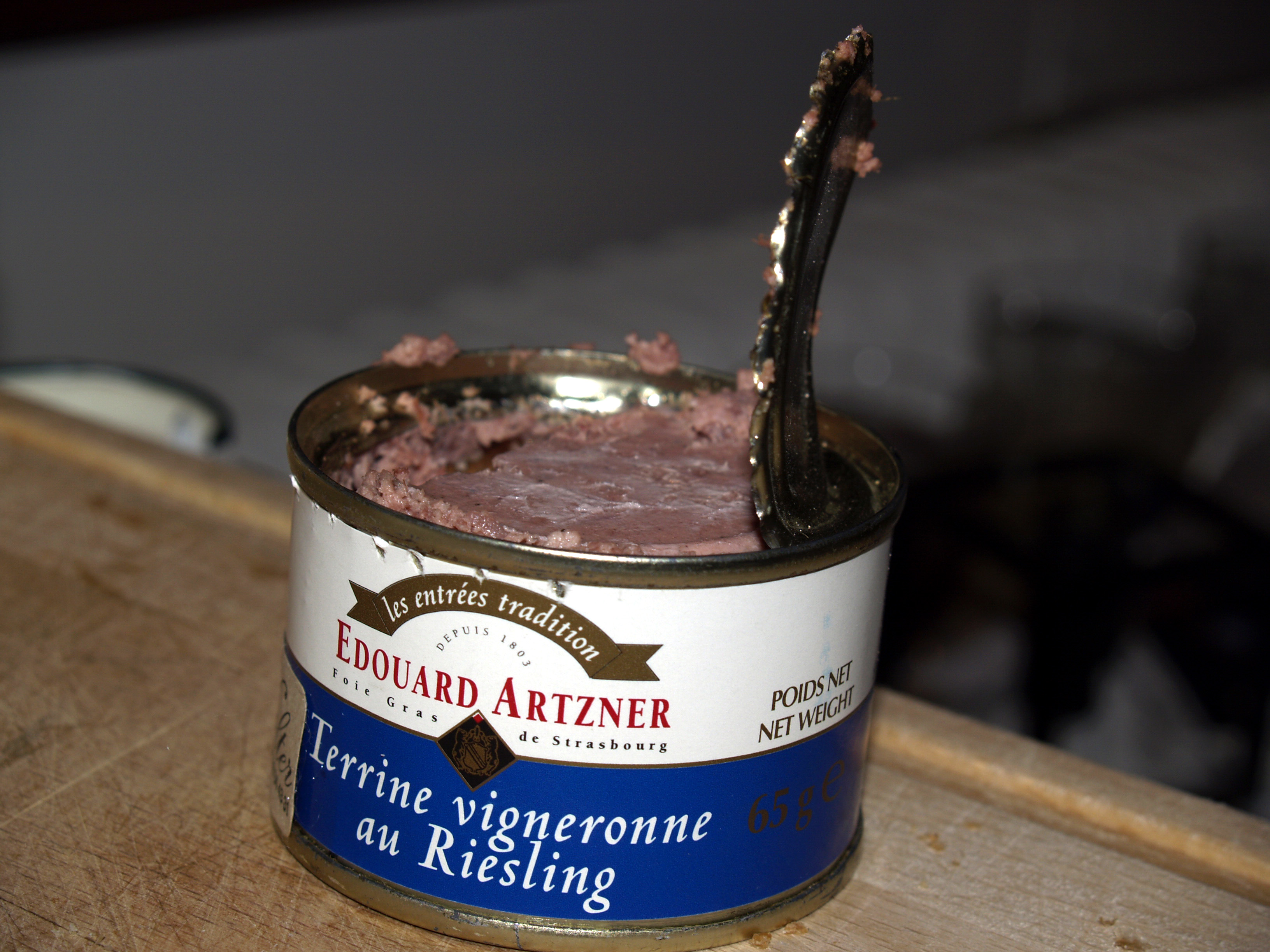
Консервная банка без ключа, открытая консервным ножом
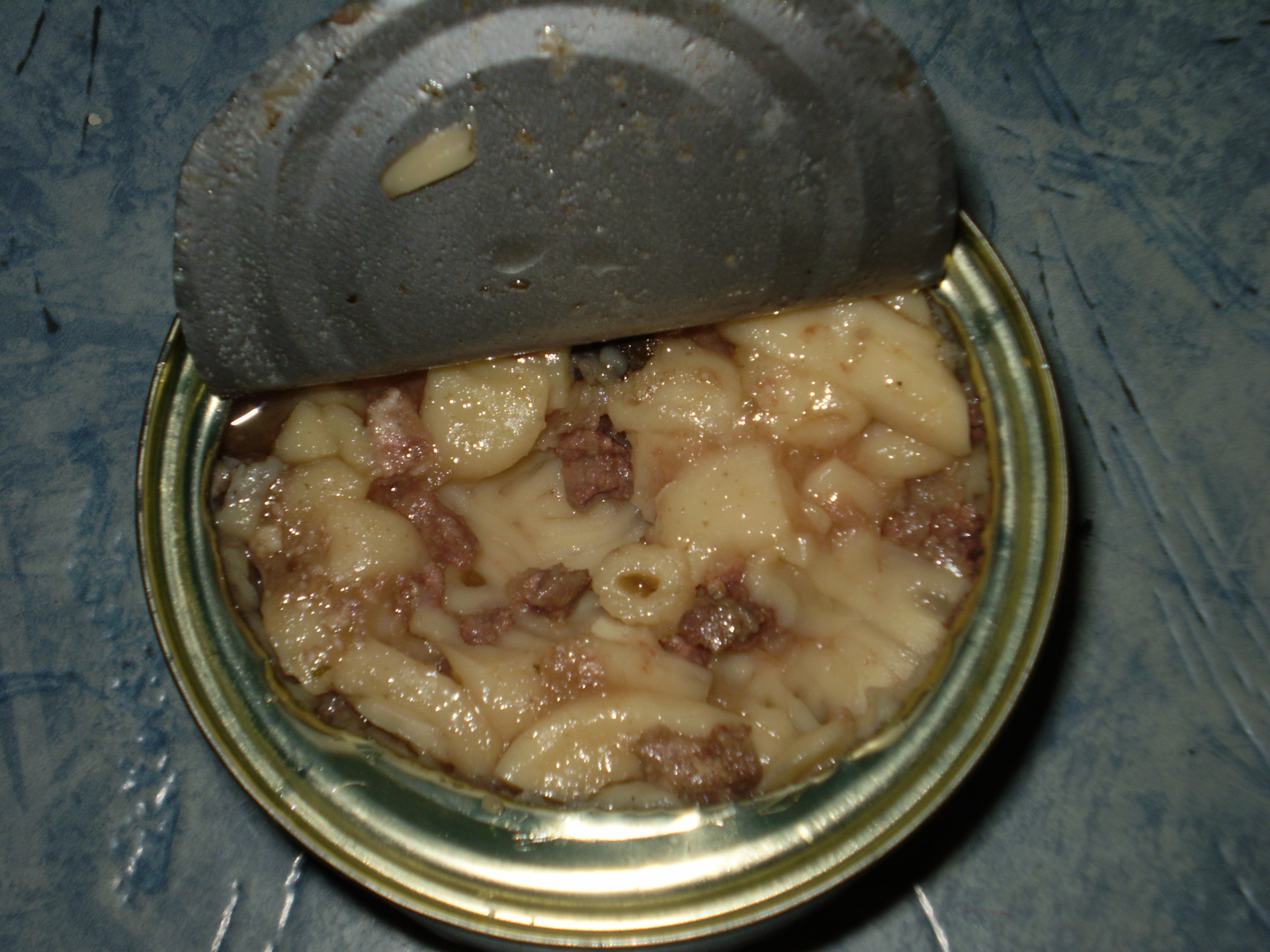
Консервная банка, открытая обычным ножом — неровные края по линии реза
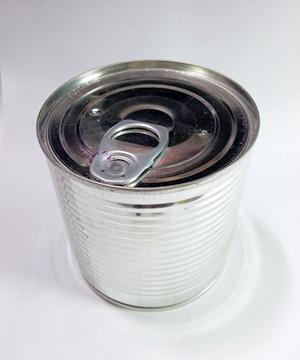
Консервная банка со встроенным ключом и с насечкой (утончённой бороздкой) крышки
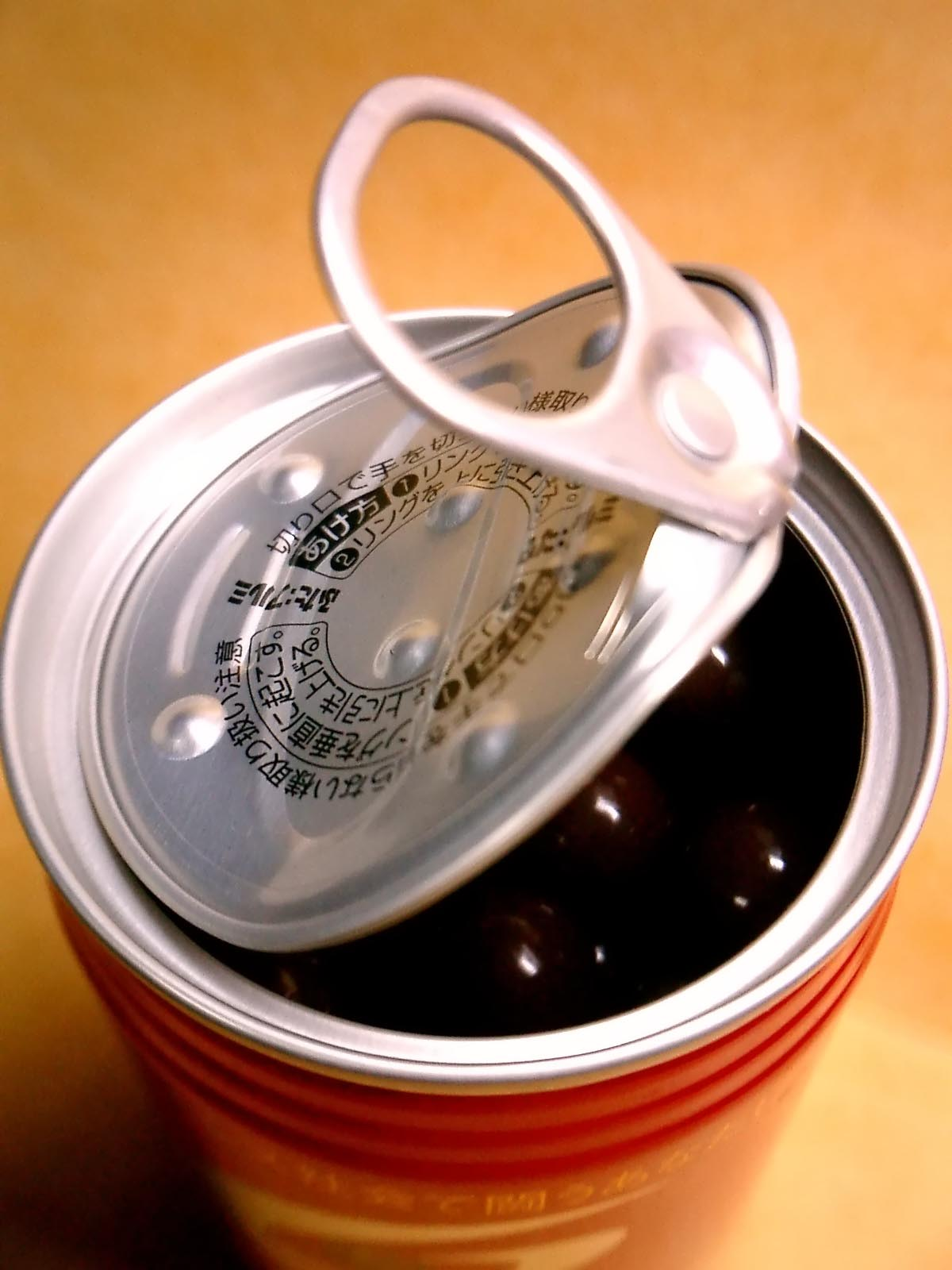
Открытая консервная банка с ключом на крышке
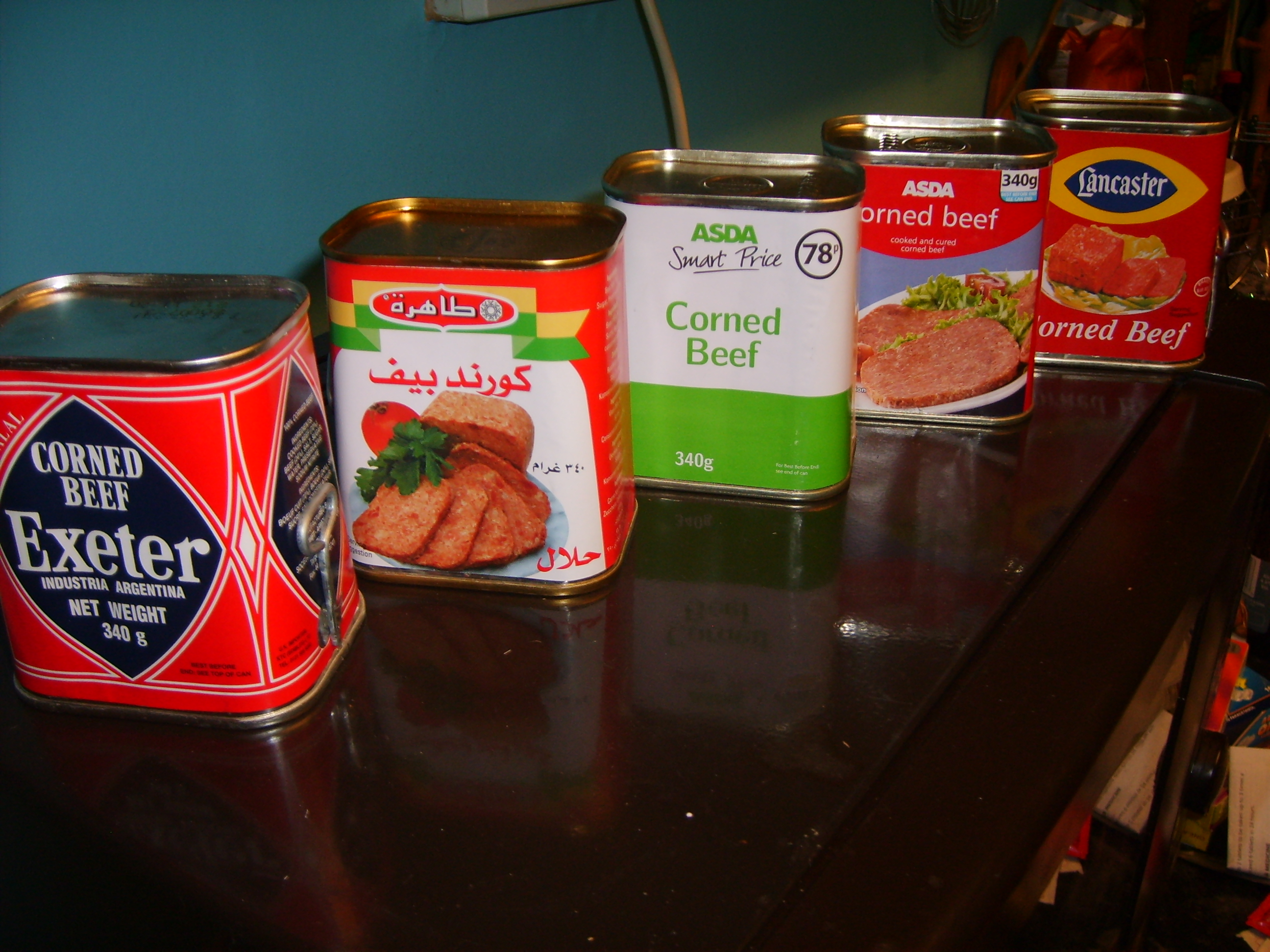
Консервные банки с насечками (утончёнными бороздками) по периметру боковины и встроенным ключом
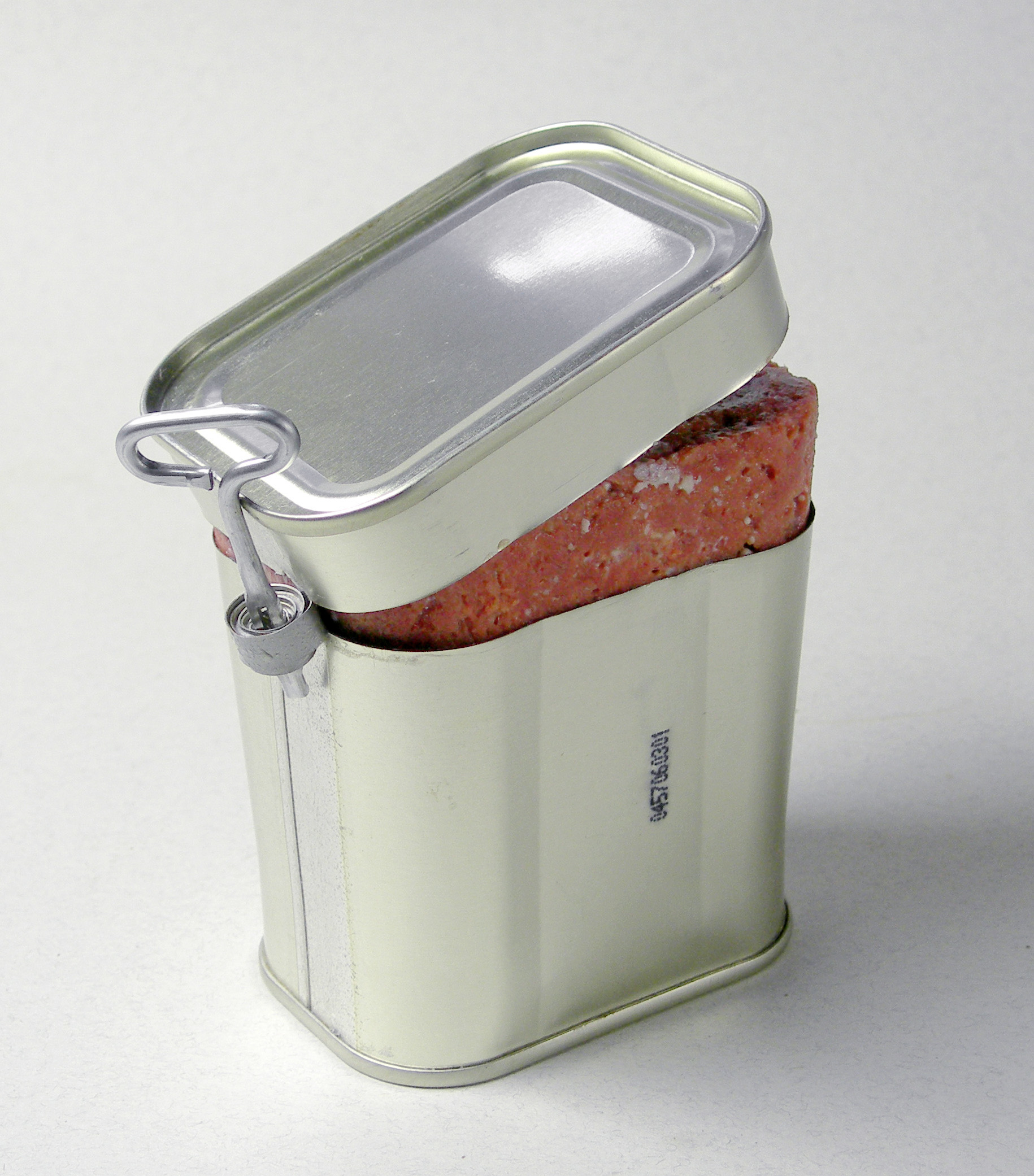
Открытая консервная банка с боковым ключом

В экстремальных условиях и при отсутствии консервного ножа консервные банки без ключей можно вскрывать подручными средствами, в частности, обычным ножом, металлическим предметом, путём многократной деформации банки или шлифования шва между крышкой и боковиной об камень или наждак.

## Процесс производства банки

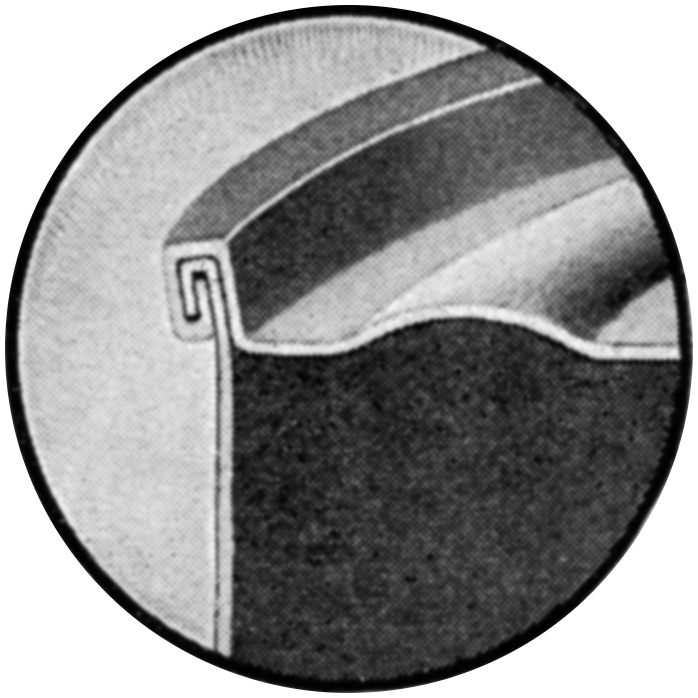
Завальцованный шов между крышкой (а также дном у жестяных) и боковой стенкой консервной банки

Материалом для производства служит белая жесть толщиной 0,12—0,36 мм, покрытая с двух сторон защитным слоем олова.
Процесс производства консервной банки включает в себя следующие операции:
- На завод доставляют рулоны жестяной или алюминиевой ленты.
- Ленту покрывают масляной плёнкой и пропускают через вытяжной пресс, который формирует мелкие чаши без дна. Одновременно на другом станке вырубаются донышки и крышки.
- На следующем этапе стенки чаш вытягивают и истончают. Они приобретают форму консервной банки.
- Машина для обрезки краёв убирает неровности и укорачивает банку до нужной высоты.
- На стенки банки наносят покрытие, которое станет основой для рисунка. После сушки в горячей печи на банки наносят изображение и лакируют.
- Заготовки отправляют в цех по наполнению консервных банок.
- Банки соединяют с донышками, заполняют продуктом или напитком и закрывают крышками. Аппарат способен «обслужить» до 2 тысяч банок в минуту.
- Готовые консервы пропускают через детектор. Если норма наполнения не соблюдена, продукт бракуют.

## Консервные банки в массовой культуре
- В 1960-х годах консервная банка на некоторое время стала объектом искусства. Создатель поп-арта Энди Уорхол рисовал картины с жестяными банками томатного супа «Кэмпбелл» и продавал их по 100 долларов за штуку. Всего Уорхолл создал 48 подобных работ. В настоящее время их стоимость на аукционах варьируется от 2,5 до 12 млн долларов.

- В художественных произведениях не раз обыгрывалась (юмористически) ситуация, когда у людей, оказавшихся вдали от цивилизации, имелись консервы (в жестяных банках), но не имелось консервного ножа, так что люди не могли вскрыть банки:
  - Такой эпизод есть, в частности, в юмористической повести Джерома Клапки Джерома «Трое в лодке, не считая собаки».
  - Стивен Ликок, «Затерянный среди зыбей, или кораблекрушение в океане» — юмористический рассказ жанра робинзонады — при наличии консервов, из-за отсутствия консервного ножа, у оказавшихся на необитаемом острове дошло до людоедства.
  - В игре «DayZ» невозможно вскрыть консервную банку без консервного ножа, даже если у игрока есть другие предметы, которые с лёгкостью могли бы быть использованы для этой цели в реальном мире.
  - В комедии «Спортлото-82» Сан Саныч и Степан украли консервную банку, и пытаясь её открыть подручными средствами, просто расплющили её в лепёшку большим камнем.
- Популярным интернет-мемом стала фраза торговца Сидоровича из игры «S.T.A.L.K.E.R.: Тень Чернобыля»: «Ты бы ещё консервных банок насобирал». Консервная банка считается одним из неофициальных «талисманов» данной игры наравне с маслинами.